# قوساء شريانية
قوساء شريانية (بالإنجليزية: Arterial arcades)‏ هي حلقات من الشرايين حول صائم ولفائفي.

## صور

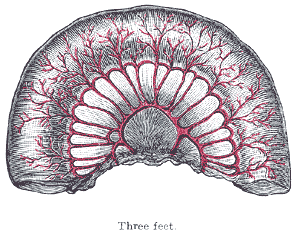
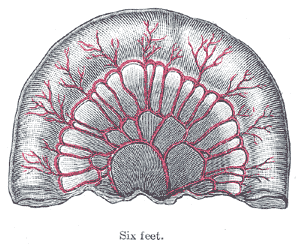
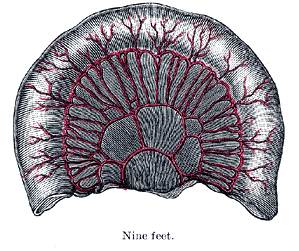
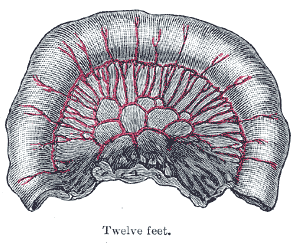
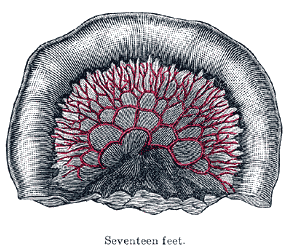
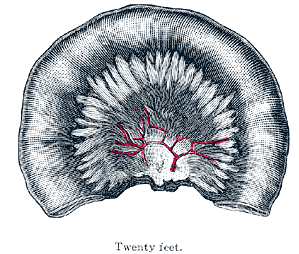